# 瓦爾特·法伊特
瓦爾特·法伊特（英語：Walter Feit，1930年10月26日—2014年7月29日）是一位美國數學家，主要研究領域為有限群論及表示論。
法伊特生於維也納，並於1939年移居英格蘭。1946年，法伊特前往美國芝加哥大學攻讀學士學位，後於密西根大學完成博士學位，並先後於1952年及1964年在康乃爾大學及耶魯大學擔任教師。
法伊特最為人所知的成就為與約翰·格里格斯·湯普森一起證明出法伊特-湯普森定理。該定理敘述，所有奇數階的有限群都是可解群。在定理提出之際，該證明大概可說是史上曾出現過最為複雜與困難的數學證明。法伊特還寫過其他將近100篇的論文，大多數與有限群論、特徵標理論及模表示論等領域有關。
法伊特於1965年獲美國數學學會頒發柯爾獎，並獲選為美國國家科學院與美國文理科學院的院士。法伊特也曾擔任過國際數學聯盟的副總裁。
法伊特曾在1970年於尼斯舉辦的國際數學家大會上受邀演講。
法伊特逝世於康乃狄克州謝爾頓。

## 著作
- Feit, Walter. . North Holland. 1982  [2018-04-22]. ISBN 0-444-86155-6. （原始内容存档于2019-08-14）.
- Feit, Walter. . New York: Benjamin. 1967.